# Trichomyia hawaiiensis
Trichomyia hawaiiensis är en tvåvingeart som beskrevs av Quate 1954. Trichomyia hawaiiensis ingår i släktet Trichomyia och familjen fjärilsmyggor. Inga underarter finns listade i Catalogue of Life.